# Algemene verkiezingen in Zambia (1978)
| Stemverhoudingen in % |
| --------------------- |
|                       |

De algemene verkiezingen in Zambia van 1978 behelsden de verkiezing van een president en de Nationale Vergadering. De opkomst van 67% lag beduidend hoger dan bij de verkiezingen vijf jaar eerder.

## Presidentsverkiezingen
De presidentsverkiezingen vonden plaats op basis van een referendum waarin de bevolking voor dan wel tegen de zittende president, Kenneth Kaunda, kon uitspreken. In drie districten stemden, net als vijf jaar eerder, een meerderheid "tegen" de kandidatuur van Kaunda. Dit waren de districten gelegen in de Southern Province waren de oppositie tegen de zittende president vanouds het sterkst was.
| Kandidaat                         | Kandidaat                         | Partij                             | Stemmen   | %     |
| --------------------------------- | --------------------------------- | ---------------------------------- | --------- | ----- |
|                                   | Kenneth D. Kaunda                 | United National Independence Party | 1.026.127 | 80,74 |
| Tegen                             | Tegen                             | Tegen                              | 244.719   | 19,26 |
| Ongeldige stemmen/ blanco stemmen | Ongeldige stemmen/ blanco stemmen | Ongeldige stemmen/ blanco stemmen  | 44.763    | 3,4   |
| Totaal                            | Totaal                            | Totaal                             | 1.315.609 | 100   |
| Geregistreerde kiezers/ opkomst   | Geregistreerde kiezers/ opkomst   | Geregistreerde kiezers/ opkomst    | 1.971.881 | 66,7  |
| Bron: AED                         |                                   |                                    |           |       |

## Parlementsverkiezingen
De parlementsverkiezingen vonden plaats op basis van een eenpartijstelsel met meerdere kandidaten per kiesdistrict. Bij de voorverkiezingen bleven er per district drie (meestal regeringsgezinde) kandidaten over. Bij de beslissende ronde werd de kandidaat met de meeste stemmen per district in de Nationale Vergadering gekozen. Onder de benoemde leden (11) bevond zich ook de voorzitter (Speaker).

### Nationale Vergadering
| Partij                          | Partij                             | Zetels    | %     |
| ------------------------------- | ---------------------------------- | --------- | ----- |
|                                 | United National Independence Party | 125       | 100   |
| Benoemingen                     | Benoemingen                        | 11        |       |
| Totaal                          | Totaal                             | 136       | 100   |
| Geregistreerde kiezers/ opkomst | Geregistreerde kiezers/ opkomst    | 1.844.399 | 67,6% |
| Bron: AED                       |                                    |           |       |

Presidentsverkiezingen: 1968 · 1973 · 1978 · 1983 · 1988 · 1991 · 1996 · 2001 · 2006 · 2008 · 2011 · 2015 · 2016 · 2021

Parlementsverkiezingen: 1968 · 1973 · 1978 · 1983 · 1988 · 1991 · 1996 · 2001 · 2006 · 2011 · 2016 · 2021

Referenda: 1969 · 2016